# Onou
Onou (o Ono) è una municipalità del Distretto Oksoritod, di Chuuk, uno degli Stati Federati di Micronesia. 
Situato nella parte orientale dell'atollo Namonuito, comprende l'isola Ono.  Ha una superficie di 0.31 km² e 296 abitanti.